# Spartan (motorfietsmerk)
Spartan is een historisch merk van motorfietsen en kitcars.
De motorfietsen werden geproduceerd door Wallis & James Motorcycles, Nottingham, later Adkins Bros, Windmill Works, Astwood Banks (1920-1922).
Engels merk dat motorfietsen met 349 cc Broler-tweetaktblokken bouwde.
De Spartan kitcars werden ontworpen en geproduceerd door James Alistair McIntyre in de periode tussen 1973 en 1995.